# Härjevads kyrka
Härjevads kyrka är en kyrkobyggnad som sedan 2006 tillhör Sävare församling (tidigare Härjevads församling) i Skara stift. Den ligger i kyrbyn Härjevad i Lidköpings kommun.

## Tidigare kyrkor
Den äldsta kyrkan i Härjevad var från 1100-talet, hade måtten 13 x 7 meter och låg vid ån Lidan, en kilometer väster om den nuvarande. Den gamla kyrkplatsen omgärdas av en stenmur, 45 x 30 meter. 
Medeltidskyrkan ersattes 1604 av en träkyrka, på samma plats vid Lidan. Efter att den nya kyrkan i granit hade tagits i bruk, flyttades träkyrkan 1921 till Skara, där den ingår i fornparken vid Västergötlands museum.
Det senare tillbyggda tornet revs dock och följde inte med till Fornbyn i Skara. Där står idag istället en klockstapel, som hört till Kärråkra kyrka som ligger knappt två mil rakt norr om Ulricehamn.

## Nuvarande kyrka
Nuvarande kyrka är uppförd åren 1913 - 1915 efter ritningar av arkitekt Ivar Tengbom från Stockholm. Kyrkan är byggd helt och hållet av granit som har brutits i Lidans dalgång. Den består av ett rektangulärt långhus med ett lågt, något smalare, kraftigt torn i öster. Vid långhusets västra kortsida finns ett smalare och lägre, rakt avslutat kor. Söder om koret finns en vidbyggd sakristia. Inmurad i östtornet, 7,3 meter över marken, strax under taket, finns en gravsten av kalksten med hjulkors, 2 x 0,5 meter.  Kyrkorummet har ett öppet naturfärgat trätak med synliga bjälkar.
År 1954 genomfördes inre ommålningsarbeten under ledning av konservator Carl Otto Svensson. Väggarna putsades om och målades med vit kalkfärg. Altartavlan målades om. Elektrisk värme och belysning installerades. 1999 byttes värmeanläggningen ut. 2004 byttes takbeläggningen ut från cementpannor till taktegel.

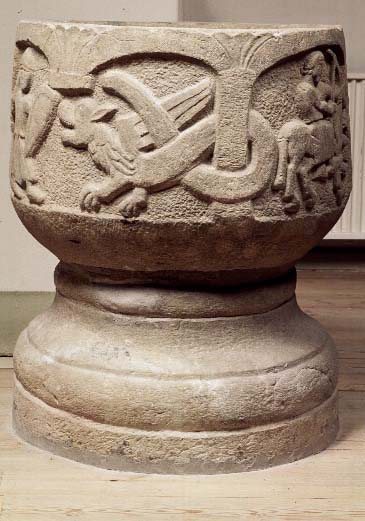
Dopfunten

## Inventarier
All inredning från byggnadstiden är i stort sett bevarad.
- En 1100-talsdopfunt av sandsten från den äldsta kyrkan finns bevarad. I relief visar dopfunten en strid mellan kentaurer.
- En mässhake av sidenbrokad är från 1500-talets början.
- Altartavlan ar ritad av konstnären Folke Hoving i Stockholm. Överst visas treenighetssymbolen som är en triangel, i mitten finns inskriptionen "Se Guds Lamm" (Joh 1:29). På ömse sidor om inskriptionen finns de grekiska bokstäverna alfa och omega.
- Den ljusbruna flersidiga predikstolen är samtida med kyrkan och hänger på väggen. Korgen är indelad i bildfält och tre av dessa har målade scener ur Bibeln. I östra fältet skildras Adam och Eva (1 Mos 3). I nordöstra fältet skildras Bergspredikan (Saliga äro de som höra Guds ord och gömma det) (Matt 5-7). I norra fältet illustreras bibeltexten (Joh 3:16-21). På korgens underdel finns en skulpterad frukt. Ljudtak saknas.
- Nuvarande orgel med sex stämmor, en manual och pedal tillkom 1956 och är byggd av Smedmans Orgelbyggeri i Lidköping.

## Kyrkogård
Runt om kyrkan finns en kyrkogård som inramas på alla sidor av en låg häck och en trädrad. Kyrkogården ingång vetter mot landsvägen i öster och består av en dubbel smidesgrind.

## Bilder

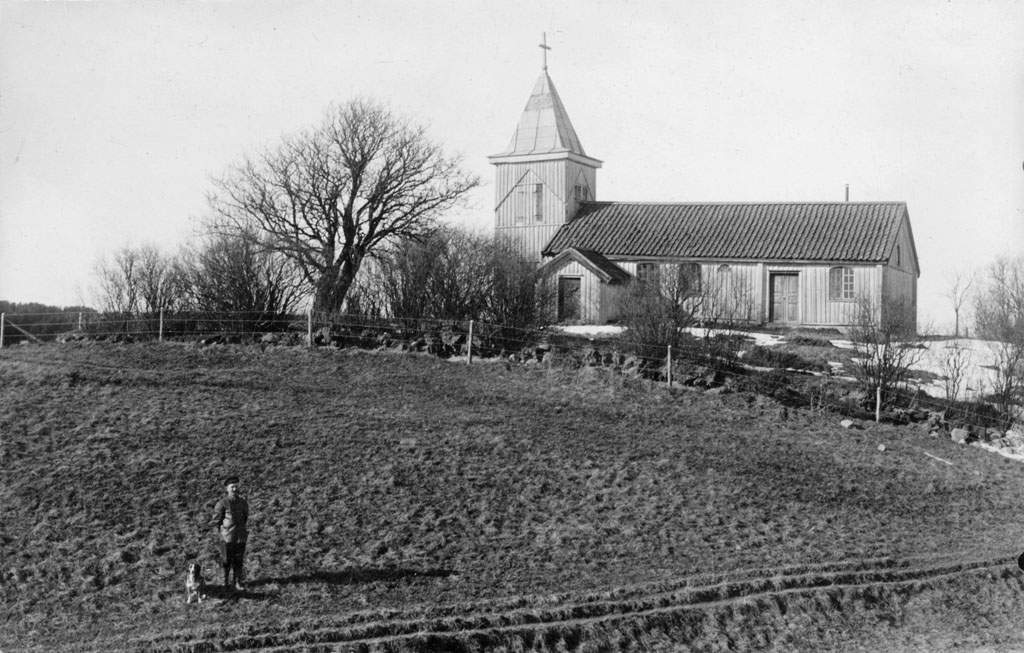
Härjevads gamla träkyrka med tillbyggt torn i trä på sin ursprungliga plats cirka 1900.
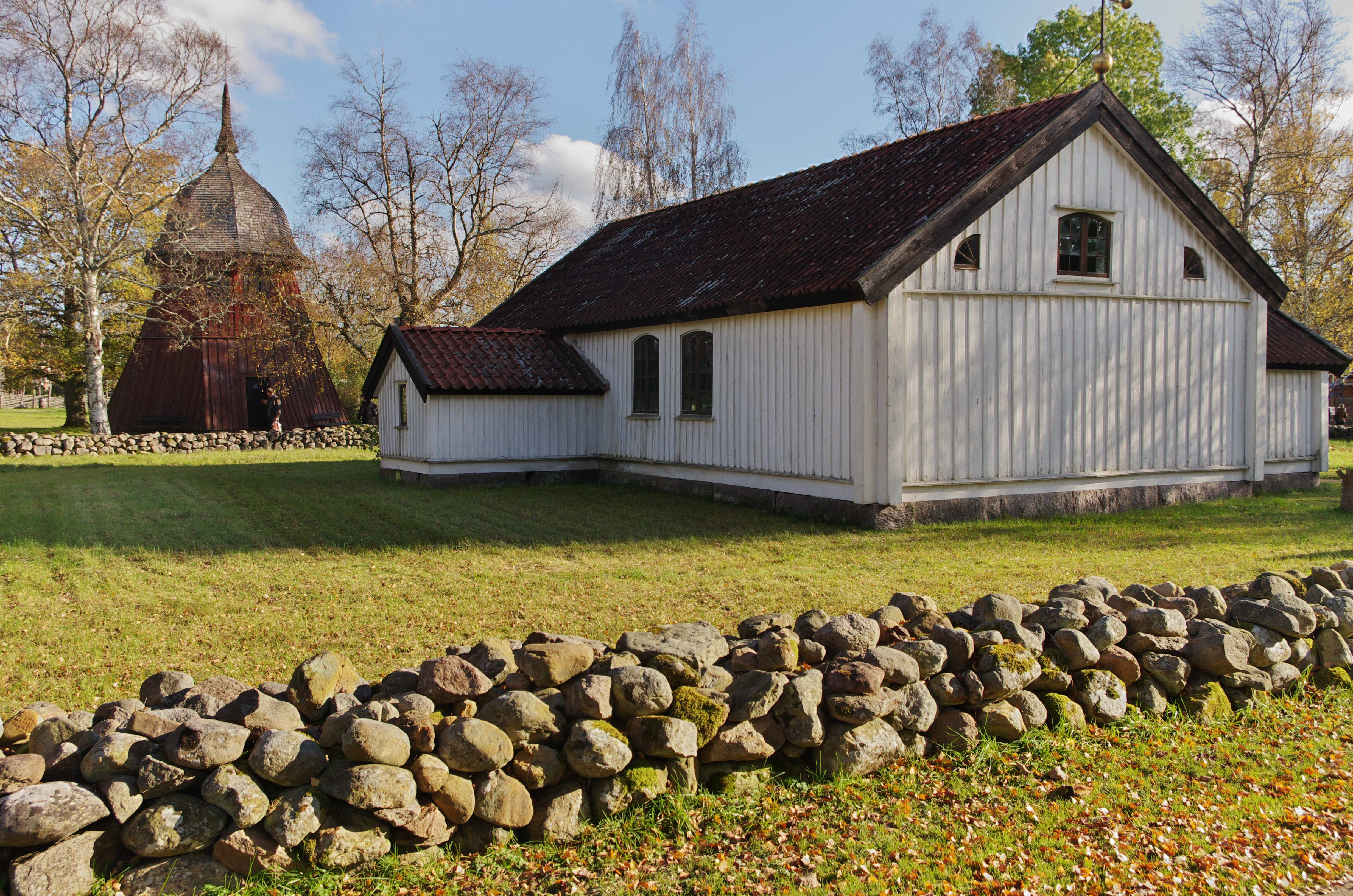
Härjevads gamla kyrka vid Västergötlands museum i Skara. Klockstapeln utanför kyrkan är från Kärråkra kyrka utanför Ulricehamn